# Leutenheim
Leutenheim é uma comuna francesa na região administrativa de Grande Leste, no departamento Baixo Reno. Estende-se por uma área de 10,45 km². Em 2010 a comuna tinha 845 habitantes (densidade: 80,9 hab./km²).